# 波羅托山脈
9°00′S 33°45′E / 9.000°S 33.750°E
波羅托山脈是坦桑尼亞的山脈，位於該國西南部姆貝亞區，處於首都多多馬西南面400公里，屬於基彭蓋雷嶺西北面的延伸部分，面積240平方公里。